# Quesos de México

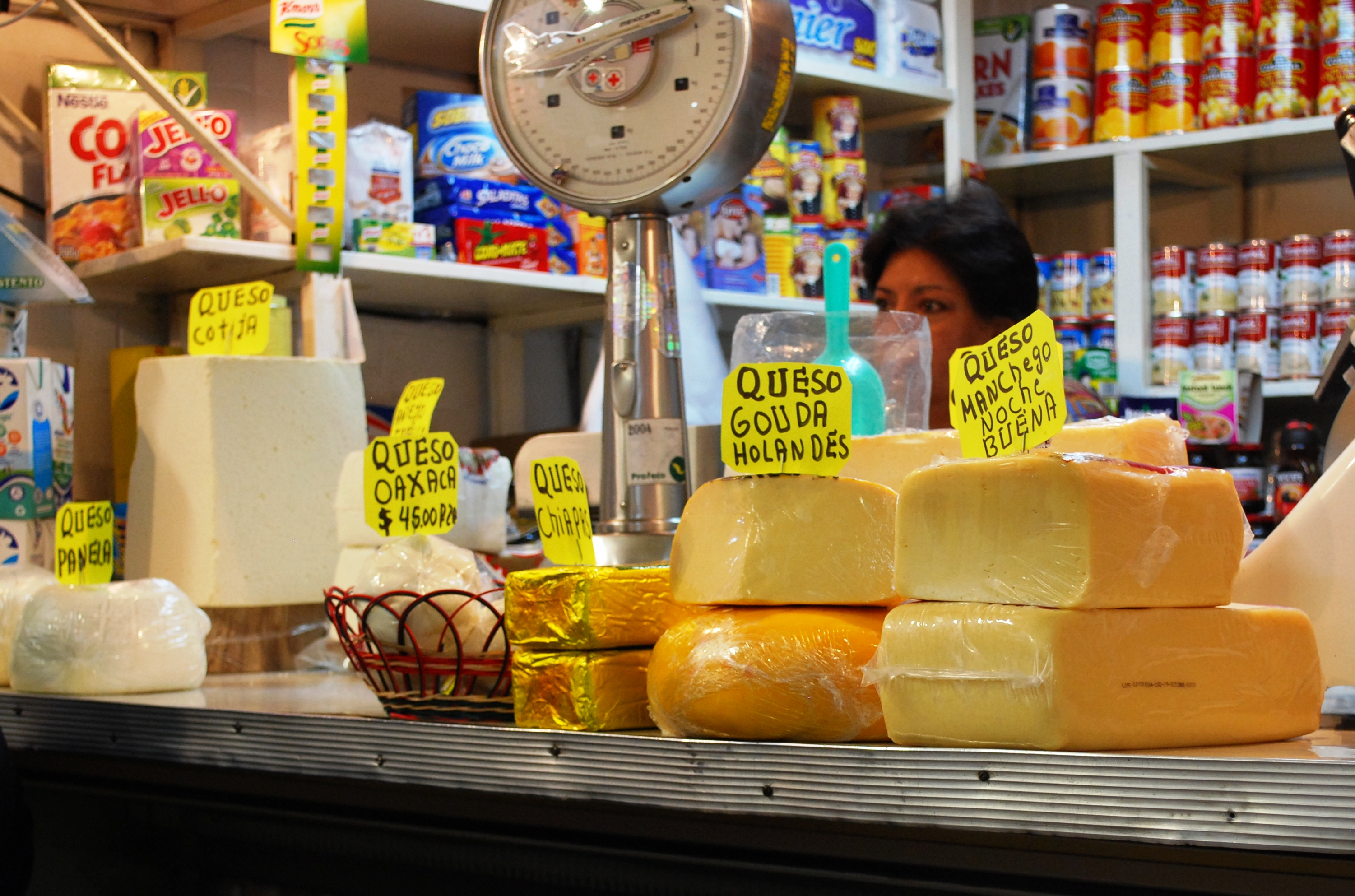
Aparador con muestras de diferentes quesos en el mercado de Coyoacán, Ciudad de México.

Los quesos en México tienen una historia que comienza con la conquista española, ya que los productos lácteos eran desconocidos en la Mesoamérica precolombina. Los españoles trajeron el ganado lechero como vacas, ovejas y cabras, así como técnicas para la fabricación de queso. Durante el período colonial, la fabricación de queso fue modificada para adaptarse a los gustos mezclados entre los europeos y los gustos indígenas de los mexicanos, que varían según la región. Esta mezcla y las variaciones han dado lugar a una serie de variedades de quesos mexicanos. Estos son los más populares en todo el país, a pesar de que algunos quesos europeos se hacen también. Casi todos los quesos en México se hacen con leche de vaca y algunos hechos con leche de cabra. Recientemente, se han realizado esfuerzos para promover los quesos hechos con la leche de oveja. Los quesos se hacen en el hogar, en pequeñas granjas o ranchos, y por las principales empresas de productos lácteos. Hay aproximadamente entre veinte y cuarenta variedades diferentes de quesos en México, dependiendo de cómo se clasifica. Algunos, como el Oaxaca y panela, se realizan en todo México, pero muchos son quesos de la región conocida solo en algunos ciertos sectores del país. Algunos de los quesos menos comunes se encuentran en peligro de extinción.

## Historia

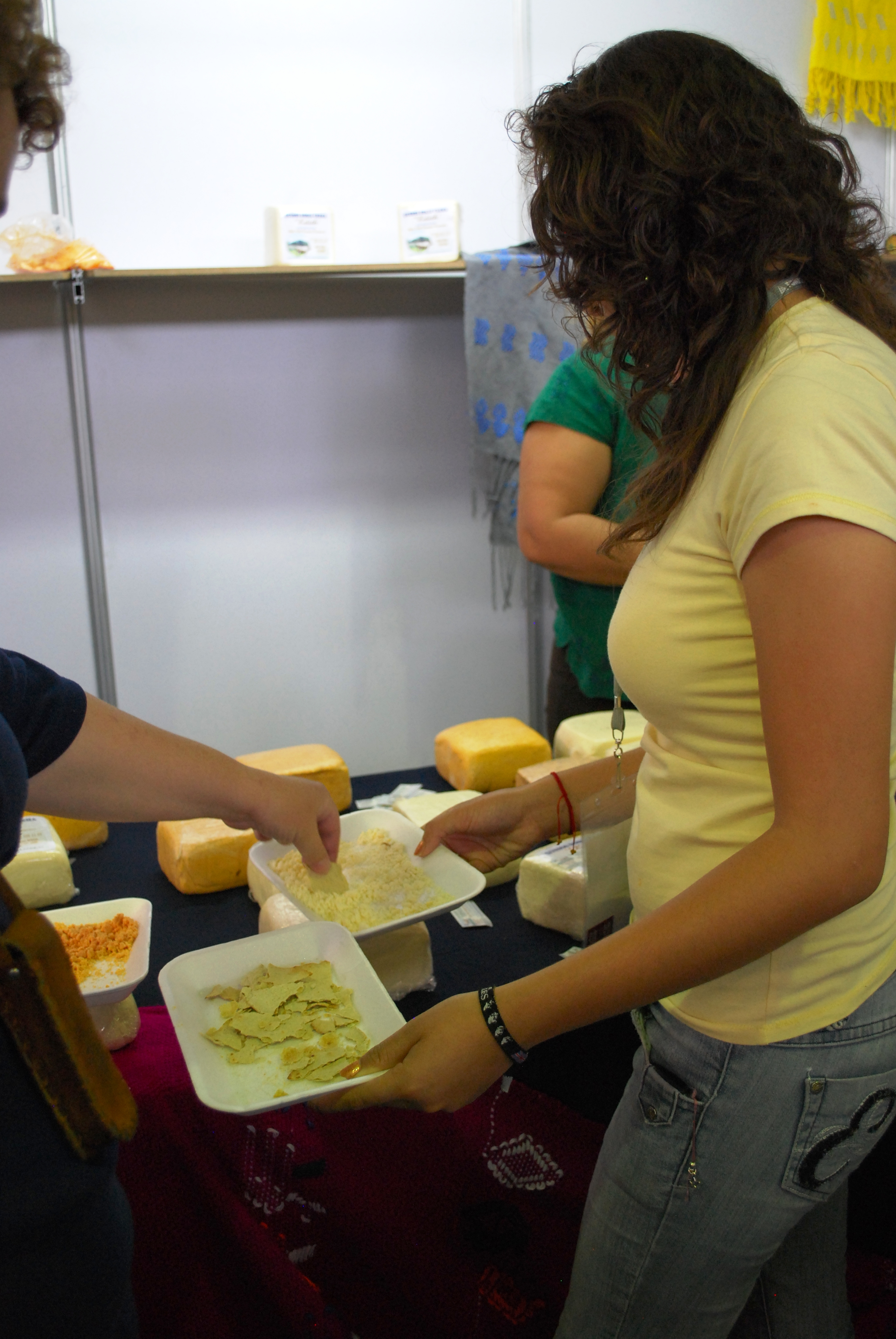
Muestra de queso en Chiapas en la exhibición del 2010 del FONART

Antes de la llegada de los europeos, la dieta mesoamericana no incluía a los productos lácteos, por lo que la fabricación de queso era desconocida. Los conquistadores españoles trajeron las vacas, cabras y ovejas al Nuevo Mundo, cambiando permanentemente los hábitos alimenticios de México. Los españoles también trajeron las técnicas para hacer los quesos de su tierra natal, tales como el manchego. Con el paso del  tiempo, la mezcla de los pueblos europeos con los pueblos indígenas y sus tradiciones incluyeron la modificación de los quesos para adaptarse a los gustos mestizos. Esta adaptación, que varía de una región a otra, ha dado lugar a la variedad de queso que se produce hoy en México.
Aunque la fabricación de queso, especialmente la casera, ha sido una actividad muy difundida desde la época colonial, las primeras regiones conocidas por sus quesos fueron los Altos de Jalisco y la comarca lagunera en el área de Coahuila y Durango. Estas dos áreas son hasta hoy grandes productores de queso y otros productos lácteos. Hoy en día, las principales zonas productoras de queso también incluyen los estados de Chihuahua, Oaxaca, Querétaro, Aguascalientes, Jalisco, Guanajuato, San Luis Potosí, Michoacán, Puebla, Tlaxcala, México y Chiapas.

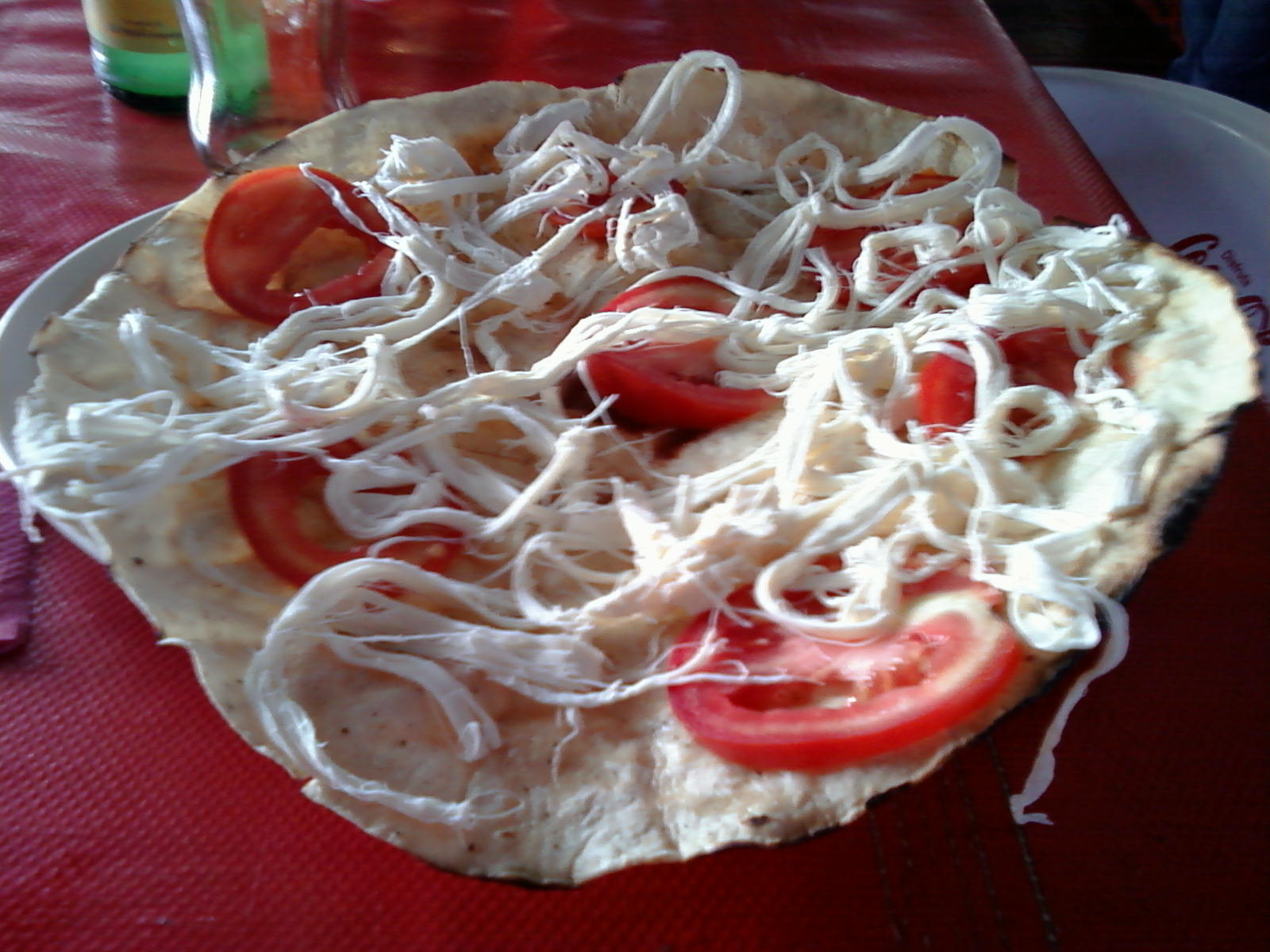
Tlayuda con queso Oaxaca

A pesar de siglos de experiencia en la elaboración del queso, México va a la zaga de Europa, tanto en cantidad como en calidad y variedad. La mayoría de los quesos elaborados en el país se realizan por negocios pequeños y granjas que utilizan leche bronca y venden sus productos localmente. Mientras que algunos quesos, como el Chihuahua y el panela, se producen en serie y son elaborados con leche pasteurizada, la mayoría todavía se hacen a nivel local con la leche bronca. Los quesos mexicanos no se han normalizado, ya sea por tipo de proceso o de calidad.
Esto ha llevado a una serie de casos de intoxicación alimenticia relacionada con el queso, especialmente envejecidos, quesos "frescos". Los casos de tuberculosis y otras enfermedades relacionadas con el queso hecho en México han llevado a fuertes restricciones contra la importación de los mismos a través de la frontera de los EE. UU. o junto con los que viajan por aire a través de los aeropuertos de los EE. UU. Los quesos más problemáticos han sido el panela, asadero, queso blanco, y el ranchero, ya que no se envejecen y a menudo se hacen con leche sin pasteurizar. En el 2008, el Diario Oficial de la Federación publicó el proyecto de Norma Oficial Mexicana, siendo uno de sus propósitos el mejorar el control sanitario de los quesos producidos en el país. Una de sus principales disposiciones es la prohibición de los quesos elaborados con leche bronca. Sin embargo, los críticos afirman que la pasteurización no es la única manera de protegerse contra enfermedades transmitidas por los alimentos y que el proceso destruye las bacterias beneficiosas que afectan el sabor de los quesos. Esto es especialmente cierto de los quesos curados.
A pesar de ello, los quesos mexicanos y el estilo de quesos mexicanos se han vuelto más comunes en los estantes de supermercados en los Estados Unidos. Hasta hace poco, solo los quesos bastante comunes estaban disponibles, sobre todo en los restaurantes y supermercados mexicanos, tales como el Cotija, espolvoreado por encima de ciertos platos, y el Oaxaca, derretido en las tortillas. Ahora, las compañías en los EE. UU. están creando muchos de los quesos frescos y los añejos de México, llegando incluso a intentar la producción de las variedades menos conocidas.
Algunos quesos llegaron en barcos del mediterráneo al continente americano, regularmente a países como México, Uruguay y Argentina.

## Producción y distribución
México ocupa el décimo lugar en el mundo en la producción de queso y el octavo para el consumo. Agrupados junto con Argentina y Brasil, México es parte de una región que es el tercero en la producción de queso, por detrás de Europa y los EE. UU. Las ventas de queso en México fueron 218.000 toneladas en 2003, con quesos frescos (no añejos) que representaban más del tercio de una parte del mercado, el segmento más grande. Solo 126.200 toneladas de queso que se consume en el país ese año fue de producción nacional, con el resto importados. El 10% de la producción de leche en el país se dedica a la fabricación de productos lácteos, la mayoría de los cuales es el queso. La gran mayoría de los quesos se elaboran con leche de vaca. Hay una serie de quesos elaborados con leche de cabra que no son tan populares y se han vuelto mucho más difíciles de encontrar en los mercados. Mientras que el pastoreo históricamente nunca ha sido una actividad comercial importante a nivel nacional, los esfuerzos desde la década de los años 1980 para promover la leche de oveja y carne se han traducido en un aumento significativo en el número de ovejas que se plantea. Se trata de promover el desarrollo de queso de leche de oveja en el país, aunque todavía representa un porcentaje muy pequeño. Uno de los principales estados productores de ovejas es Querétaro, con la mayoría de la leche destinada a la elaboración del queso.
En Chiapas, personal de la Universidad Autónoma de Chiapas han estado investigando un queso español llamado La Serena, que se realiza en la región de Extremadura, España con el objetivo de crear una versión certificada del mismo en México. Esto incluye la importación y el aumento de la ovejas merinas, así como el aprendizaje de los métodos detrás de este queso. La razón detrás de este esfuerzo es porque gran parte del estado tiene un clima similar al de Extremadura, por lo que el criado de esta oveja es posible. Los investigadores han encontrado que no solo puede reproducir queso de La Serena, pero producen una serie de otras variedades también. A pesar de su capacidad de producir leche para hacer queso, la mayoría de las ovejas en México se crían para la lana y la carne. Las ovejas merinas han sido criadas para la producción de leche.
Todos los quesos mexicanos están elaborados con leche no fermentada, y casi todo se hace a partir de leche de vaca, con el resto de la leche de cabra. La mayoría son quesos "frescos”, lo que significa que a diferencia de los quesos añejos, que son curados durante semanas o meses, estos quesos se envejecen solo unos días. Este no es tiempo suficiente para cambiar el equilibrio del pH del queso para matar las bacterias dañinas que pueden haber estado en la leche bronca (no pasteurizada) en el inicio del proceso.
Hay una variedad de entre veinte y cuarenta diferentes tipos de quesos elaborados en el país con unos pocos hechos en gran volumen, tales como Chihuahua y Oaxaca. Sin embargo, la mayoría son puramente de carácter regional, con el menos común de estos en peligro de desaparecer. Solo dos quesos están protegidos por la ley, Cotija y "queso de bola" de Ocosingo, Chiapas. Dado que la producción de quesos Chihuahua y Oaxaca se ha establecido fuera de estos estados antes de la protección legal, ya no es posible hacerlo. Otros quesos han solicitado esta protección, tales como el queso molido de Zacazonapan, Estado de México, queso ranchero de cabra de Perote, Veracruz, el queso molido y añejo de  Tepalcatepec, Estado de México, el queso porta de Tabasco y queso doble crema de Chiapas.
Los productores varían desde las grandes fábricas, que suelen producir las variedades más comunes para los supermercados y otros grandes, a los pequeños agricultores de los quesos artesanales. Algunos de los productores de quesos y otros productos lácteos más conocidos son los principales Chilchota, Covadonga, Wallander, Esmeralda y Los Volcanes. Chilchota fue el mayor productor de productos lácteos en 2003. Desde entonces, el Grupo Lala se ha convertido en el mayor productor en México y el segundo más grande en los Estados Unidos a partir de 2009. Lala opera en más de 35 plantas de fabricación y 160 centros de distribución en México, Centroamérica y los EE. UU. La producción masiva de queso generalmente se venden en los supermercados y grandes mercados tradicionales en los envases modernos y su calidad no se considera tan bueno como los realizados por pequeños negocios.
En algunos de los mercados más tradicionales, como Coyoacán y San Juan, en la Ciudad de México, los quesos artesanales de las pequeñas granjas locales se pueden encontrar. En Chihuahua, el queso se hace con el ganado descendientes de aquellos que los españoles trajeron y su producción sigue siendo una parte importante de la cultura. La mayoría de queso aquí a menudo se lleva a cabo en el hogar o en los ranchos, donde los ganaderos se levantan temprano para iniciar el proceso de ordeñar las vacas y terminar con quesos como el queso ranchero, requesón, panela y otros. Quesos de producción local o quesos artesanales se pueden encontrar en "Puestos de queseros", se envasa en cestas y aros de madera, envuelto en hojas de maíz, o se comprimidos en discos planos de gama blanca. Algunos productores de queso de especialidad han sido invitados a competir a nivel internacional. La familia de Carlos Peraza ganó una medalla en la Cofradía de Quesos de San Maure en Touraine, Francia. En Baja California, un país de vino, un queso de notable interés es La Cava de Marcelo. Este negocio de quesos tiene el nombre del propietario, Marcelo Castro Ramonetti, quien es un fabricante de quesos cuarta generación, cuya familia llegó a México desde Suiza en 1911. Las instalaciones se encuentran a cuatro metros bajo tierra, mide 360 metros² y está hecho de cristal y piedra. Ha sido visitado por los turistas de alimentos de todo el mundo y que figuran en los sitios de internet tales como chow.com. La sala de degustación tiene cuarenta personas y las bodegas tienen 10.000 piezas de queso. Las instalaciones se especializan en ofrecer quesos a los restaurantes gourmet y tiendas en México. Algunos de sus quesos añejos, tiene dos años.
Queso hecho en casa se sigue haciendo en el país, que a menudo se refiere despectivamente como "queso de bañera".
El festival de vino nacional y queso, Feria Nacional del Queso y El Vino, se realiza anualmente en Tequisquiapan, Querétaro a finales de mayo y principios de junio. El evento celebra la tradición de la zona de vinos y quesos, pero también invita a los participantes de otras partes de México y el resto del mundo.
La abrumadora cantidad de queso que se produce es de tipo nativo, pero algunos de los estilos puramente europea como el feta, manchego español (de leche de cabra), San Maure and camembert, también se hacen. El estado de Guanajuato es conocido por su reproducción de quesos europeos, especialmente los de Francia.

## Las variedades del queso nativo

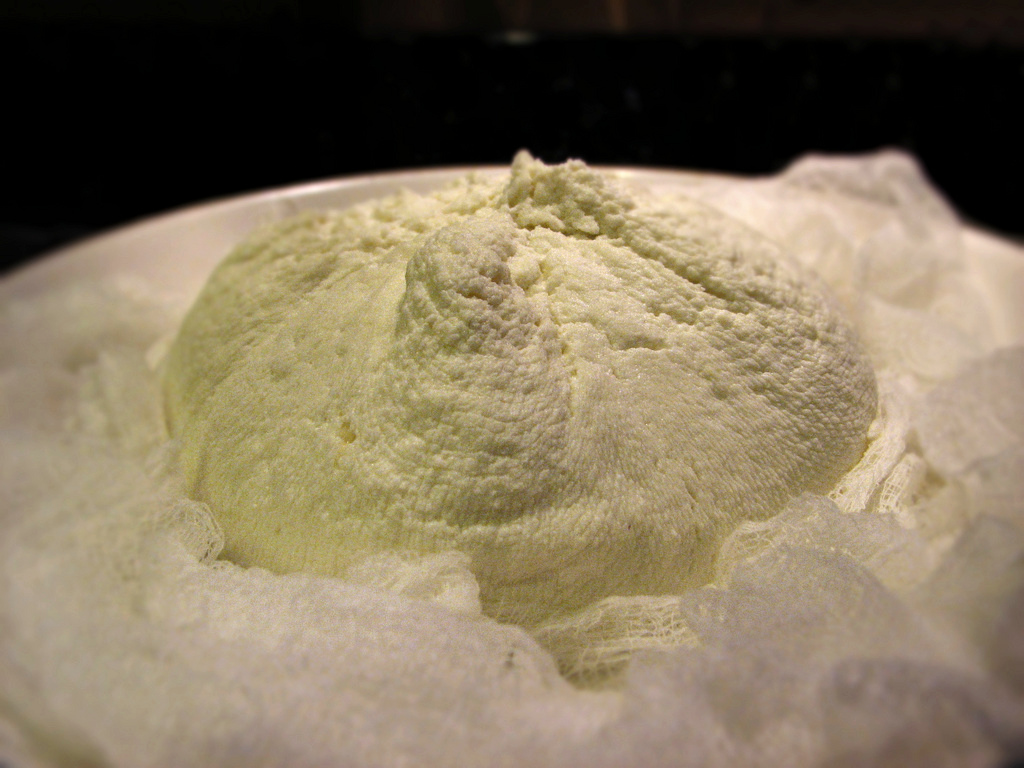
Queso fresco

Hay entre veinte y cuarenta variedades de quesos elaborados en México. La razón de la incertidumbre es que las diferentes regiones pueden tener nombres diferentes para el mismo queso o quesos llamados por el mismo nombre. La mayoría de las variedades más populares son los quesos frescos, como por ejemplo queso fresco, panela y asadero. Los dos quesos añejos más populares son Cotija y Chihuahua.
Cuatro quesos producidos en México son invenciones totalmente mexicanas: Oaxaca, Cotija, Chihuahua y tipo manchego. El último comparte su nombre con el queso español, pero en España se hace con leche de oveja y en México, el manchego se hace con leche de vacas o de vaca y leche de cabra. Muchos de los quesos de México son especialidades regionales, pero los más comunes se mencionan aquí, son conocidos y hechas en todo el país. La mayoría de los quesos se utiliza para los platos principales como condimento y no como un principal ingrediente.
El queso mexicano más básico de todos es el queso fresco, del que se han derivado otros quesos como el panela, adobera, canasto y Oaxaca. Este queso se elabora con leche entera pero es relativamente bajo en grasa y colesterol. Este es un queso blanco esponjoso, cuyos orígenes se remontan a Burgos, España y utiliza principalmente para espolvorearse sobre los platos. Este queso se hace en casi todas partes de México, con poca variación.

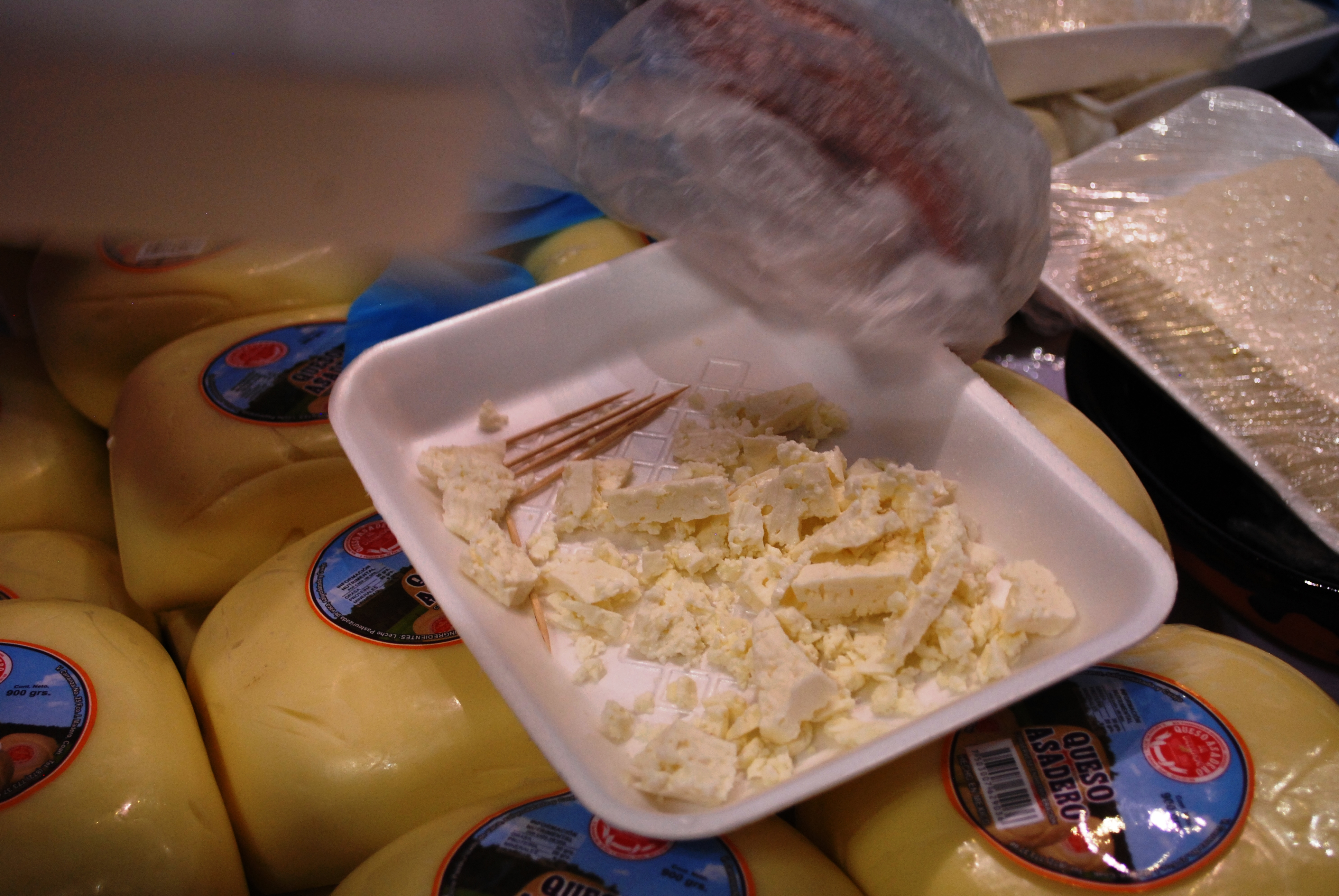
Muestras de queso panela artesanal en la exposición de 2010 FONART

Panela es otra variedad de queso blanco de leche fresca con poca grasa o colesterol. Los orígenes de este queso se remonta probablemente a los Balcanes o en la península italiana, pero se han modificado de manera significativa a los gustos de México. Se elabora con leche descremada, dándole una textura bastante firme, con un sabor dulce/ácido. En los mercados tradicionales, este tipo de queso se vende a menudo en las cestas en las que ha sido moldeado, dándole el nombre alternativo de queso canasto. A menudo se sirve frío, como parte de un aperitivo o una bandeja de aperitivos. También se encuentra en los sándwiches. Se encuentra en la mayor parte de México.
Queso blanco, también llamado queso sierra o enchilada queso es un queso cremoso blanco hecho con leche de vaca desnatada y ha sido descrito como un cruce entre mozzarella y queso cottage. A menudo es hecho en casa con el jugo de limón como el coagulante, dándole un sabor cítrico. Comercialmente, se hace con cuajo. Se ablanda cuando se calienta pero no se funde.
Requesón es un queso suelto, se obtiene precipitando con calor las proteínas del suero. Tradicionalmente, este tipo de queso se vende en los mercados envuelto en hojas de maíz fresco. Tiene un sabor no salado y se utiliza para enchiladas, tostadas, queso para untar, dulces y mucho más.
El queso Cotija o queso añejo, es un queso de México. Este queso es similar en textura al feta griego, aunque se elabora con leche de vaca en lugar de leche de cabra. Las piezas de queso Cotija suelen ser de talla considerable, y en varias regiones se les cubre de una pátina de chile en polvo. Aunque tal pátina no le transmite ningún sabor. Este queso es uno de los pocos quesos mexicanos de sabor y olor más fuertes, en particular, el sabor proviene de que es un queso muy salado, y a que se acostumbra añejarlo mientras está a la venta, hasta que esta casi completamente seco (concentrando así el sabor salado). La función principal de este queso dentro de la comida mexicana, es la de ser desmenuzado y servir de aliño y salazón para muchos platillos diferentes. Aunque cuando todavía está fresco, puede ser consumido solo como un queso de mesa cualquiera ideal para acompañar ate o frutas, suele acompañar en general pastas, platillos y aderezos de ensalada. También se le ha nombrado "el parmesano mexicano". Este queso es muy popular en los Estados Unidos, donde es importado como hecho en el país. Sin embargo, los EE. UU. hicieron una diferencia notable de su homónimo mexicano: los productores estadounidenses añaden enzimas para acelerar el proceso de envejecimiento.
Debe distinguirse entre el queso llamado genéricamente cotija, fabricado en distintos lugares de la República Mexicana o incluso en los EE. UU., y el queso Cotija región de origen, producido de manera tradicional en Cotija, Tocumbo y Los Reyes en Michoacán y Quitupan, Santa María del Oro y Jilotlán en Jalisco. Estas comunidades se encuentran en la Sierra de Jal-Mich, a caballo entre los dos estados. El queso Cotija Región de origen se realiza a partir de leche cruda (no pasteurizada), de vacas criollas cruce de cebú y ganado europeo, alimentadas de pastura y ordeñadas exclusivamente en época de lluvias, debido a su producción lechera baja (pero de gran calidad). El queso Cotija región de origen, producido en esa zona mediante los procedimientos tradicionales, ha sido de los primeros quesos mexicanos en contar con la protección de una marca colectiva. Su sabor y su textura son comparados a veces al queso parmesano de Italia. Tiene tonalidades de luz dorada y aroma que pronuncia leche agria. Cuenta con una maduración mínima de tres meses, que llegan a extenderse a dos años o más. Por lo general, es salpicado en los platillos como un acento, pero se puede utilizar para darle sabor a pastas y ensaladas. 
El queso Chihuahua recibe su nombre por el estado mexicano homónimo, en donde vive una significativa población menonita, que fue la que lo creó. Por esta razón, el queso se llama también queso Menonita. La versión original es semi-dura, con agujeros muy pequeños, cerca de un tipo de queso llamado "Chester”. Esta versión se vende cubierta de tela y cera de parafina. El sabor varía de una nitidez tipo cheddar como a un sabor ligero, y es un color amarillo pálido en lugar de blanco. Hoy en día, el queso se hace en todo México y es muy popular como un queso producido en el comercio.
El queso manchego se introdujo a México desde la región española de La Mancha, España, pero su sabor es muy diferente ya que en México está hecho con una mezcla de leche de vaca y leche de cabra, en lugar de leche de oveja. Tiene un sabor a mantequilla y se derrite también. Este queso se hace disponible en todas partes de México y se puede encontrar en los Estados Unidos. Por lo general, el queso manchego no se añeja, pero hay una versión añejada llamado queso manchego añejo. Esta versión es más firme y es más intenso en sabor. A menudo se sirve rallado sobre los platos. En el norte de México, este queso puede ser llamado asadero.

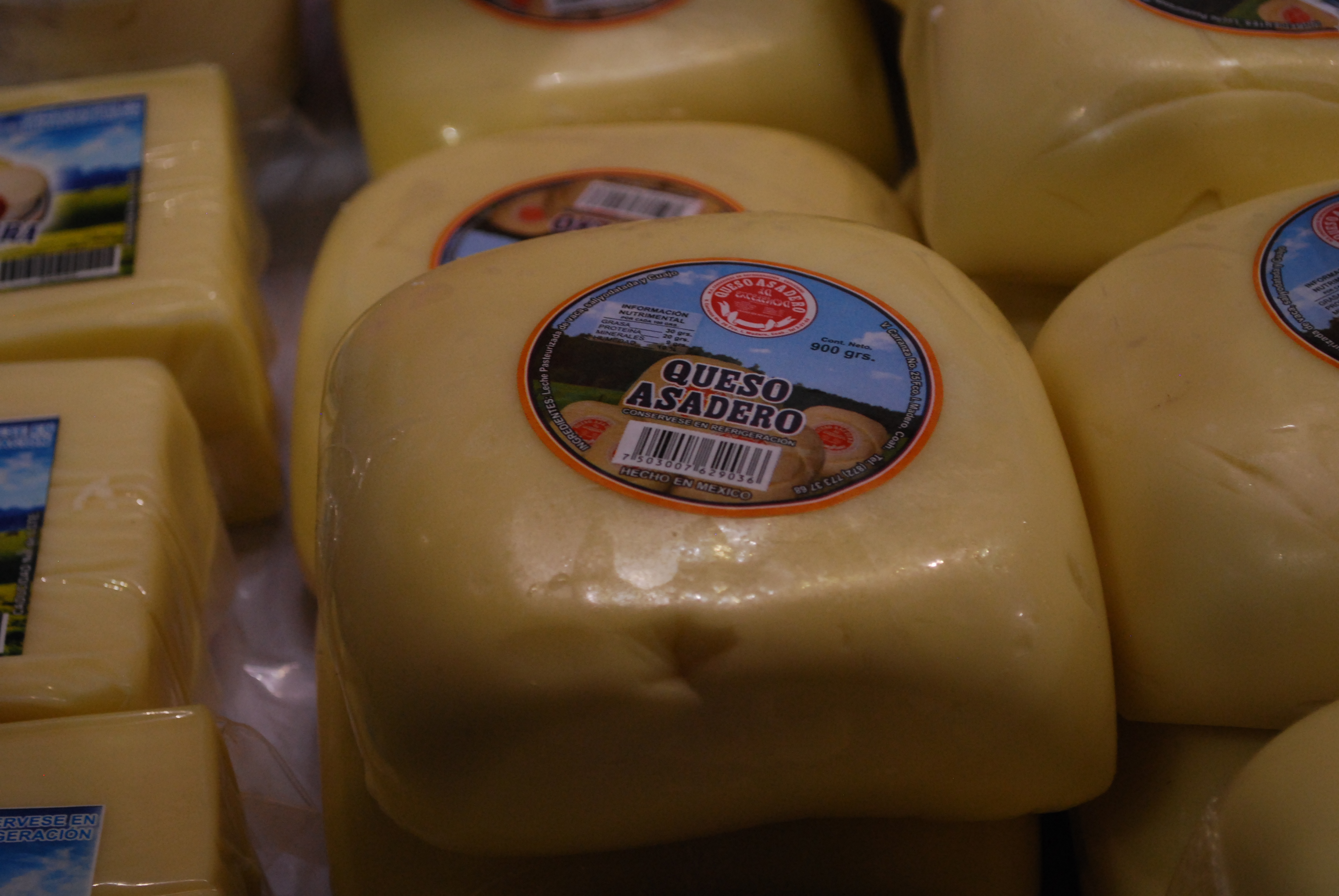
Queso asadero

En otras partes de México, el queso asadero es un queso diferente, blanco semi suave y buena para la fusión. A menudo se utiliza para hacer un plato llamado queso fundido, similar a una fondue, así como quesadillas.

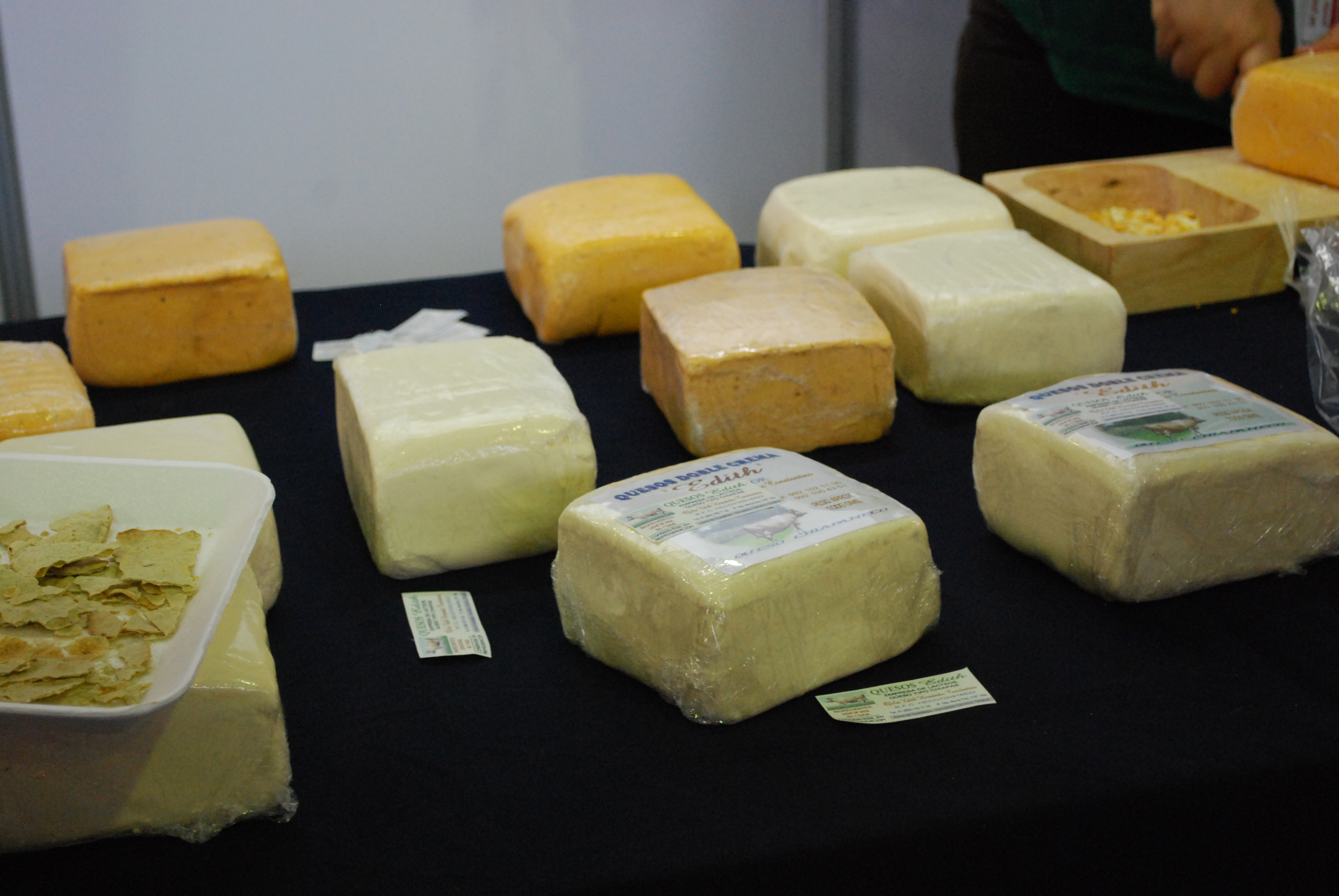
Queso doble crema de Chiapas

Queso crema o crema doble se prepara con leche de vaca enriquecida con crema adicional. Se trata de untar y se utiliza a menudo para preparar postres.
Queso añejo (queso, literalmente, con años) es la versión de edad de queso fresco. Se clasifica como un queso suave, pero también los de mayor añejo pueden llegar a ser bastante firmes y salados. Se utiliza principalmente como guarnición. Queso añejo también se puede encontrar con una capa de chile o "enchilado".
Queso Oaxaca se originó en el estado de Oaxaca, pero ahora se hace y se come en casi todos lados de México, y por lo general solo se encuentran en México, aunque también se pueden encontrar en algunos lugares de los Estados Unidos. Se trata de un suave queso fresco que se extiende, es hecho con leche de vaca, como el queso asadero pero el pH del queso se ha modificado a 5,3 con el fin de conseguir la textura fibrosa. Posteriormente con las cuerdas, el queso se enrolla en bolitas. El queso puede ser fundido en especial para las quesadillas, pero se come a menudo se separan o rallado en la parte superior de los platos preparados. El queso Oaxaca se puede utilizar también en lugar de mozzarella en las ensaladas.
Queso de bola o queso Ocosingo se produce solo en Chiapas, aunque en otras zonas del país se conoce como tal al queso edam. Se elabora con leche de vaca y se le añade crema extra. Tiene un sabor fuerte con una textura cremosa y desmenuzable y de color amarillo claro. Se prepara con una capa de cera y después de un largo período de envejecimiento, se produce una cáscara dura. Esta concha es a menudo ahuecado para ser llenado con la preparación de la carne, luego se cubre con hojas de plátano y al ser cocinado se realiza plato llamado "queso relleno". La cáscara dura que produce el queso de Ocosingo es similar a la del queso edam.

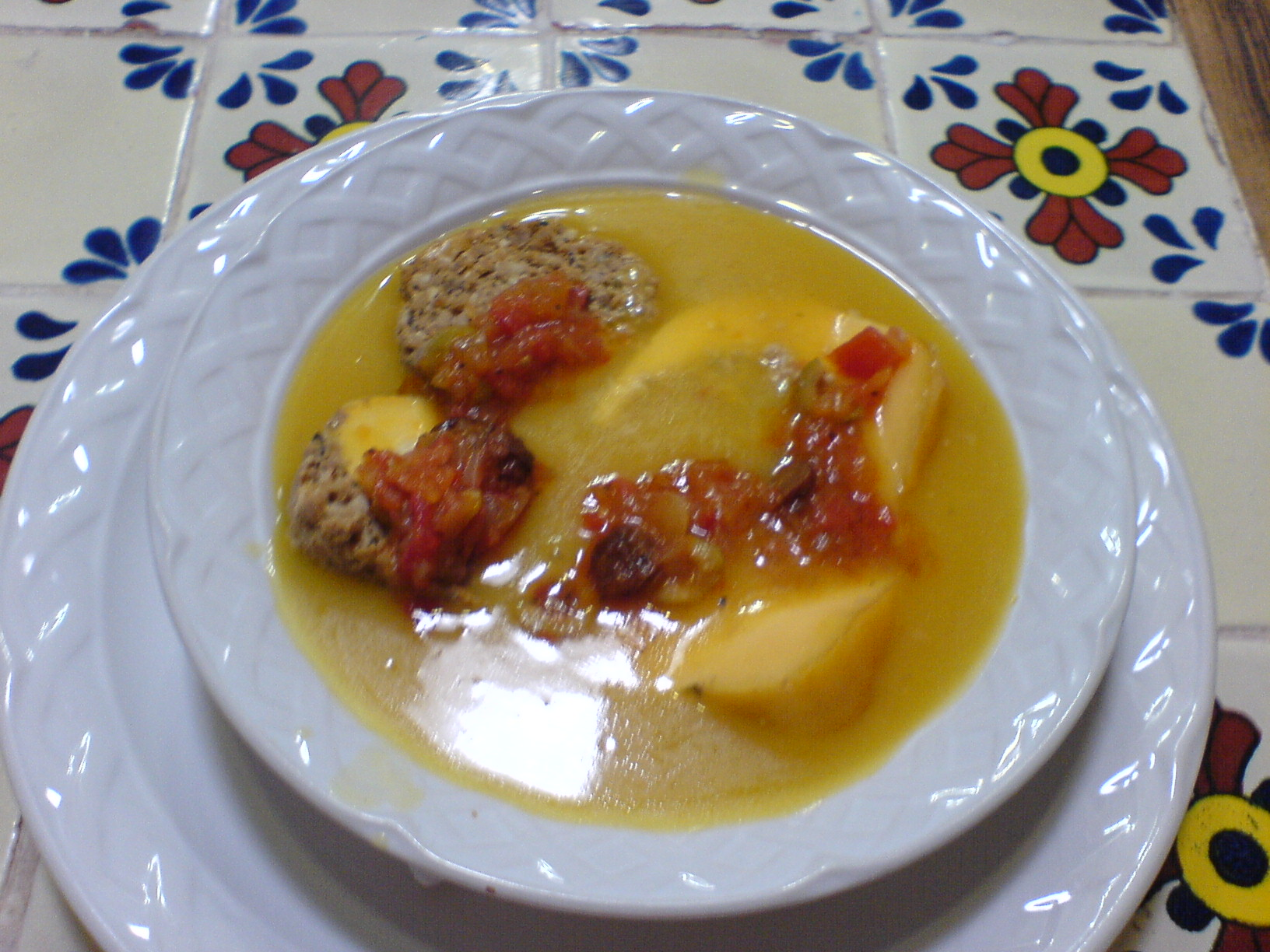
Queso relleno

Además de los quesos mencionados, hay una gran cantidad de quesos de la región, en su mayoría realizados en una escala pequeña y poco conocida fuera de sus regiones o comunidades. Porta Salud es un queso añejo de pasta semi-duro, que tiene un fuerte sabor y un color anaranjado. Queso jalapeño es un queso suave de leche de vaca con pedacitos de chile jalapeño que se sirve frío o derretido en quesadillas. Queso criollo es un queso semi rígido amarillo pálido que es una especialidad de Taxco, Guerrero. Queso corazón es un queso de Chiapas, que es una especie de queso crema muy húmedo. Recibe su nombre del hecho de que tradicionalmente se moldea en forma de corazón, pero los productores más modernos ahora lo realizan con un molde rectangular. Queso Zacatecas es un queso curado que por lo general es duro por fuera y un poco suave en el interior, y negro con un tinte de color amarillo. Se desmorona y no puede ser cortado. En su lugar, se sirve rallado. Queso molido, también llamado queso prensado es a veces cubierto de una pasta de chile rojo. Queso Costeña es una especialidad del estado de Guerrero. La textura de este queso es desmenuzable y sabor dulce o ligeramente a la leche agria. Normalmente, es de color blanco.
Hay una pequeña zona de Veracruz alrededor de La Joya, que es conocida por sus quesos ahumados. Estos quesos se elaboran con leche entera-bronca de vaca y se presuriza después de cuajar. El queso se sirve a menudo con jamón, pimientos, epazote y astillas de jalapeños. Otro tipo de queso de Veracruz que se llama "Marqueta." Es un queso blanco, que es a menudo cubiertas con pasta de ají. En la península de Yucatán también es producido un tipo de queso bola, aunque esta versión es más dura y está lleno de pequeños agujeros irregulares. Otro tipo que aquí se llama queso de barra, que es similar a la panela.